# Pergola (sistema d'allevamento)

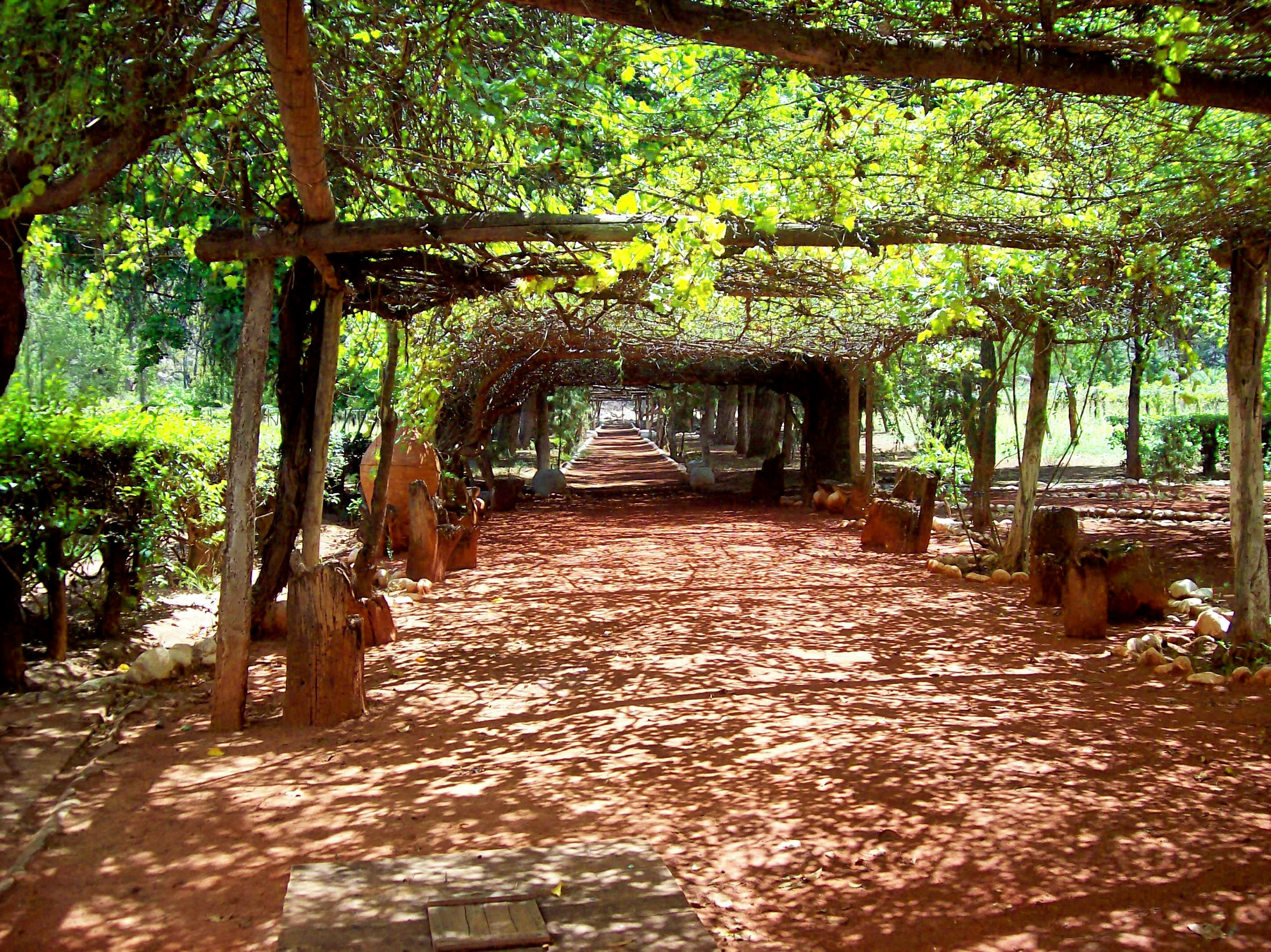
Allevamento della vite a pergola

La pergola è un sistema d'allevamento espanso della vite.

## Descrizione

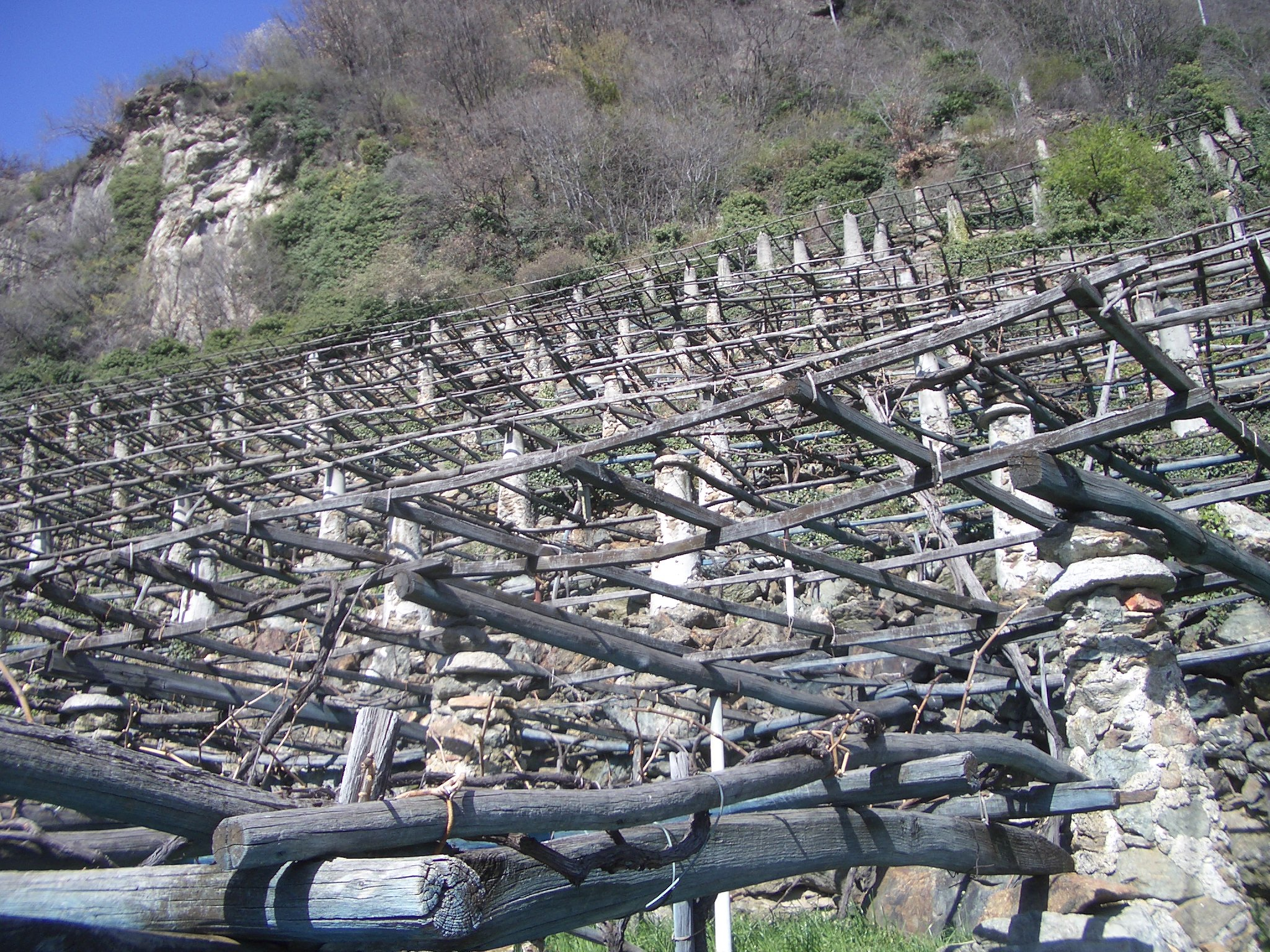
Le tipiche tòpie (pergole), tuttora utilizzate nella viticoltura tradizionale canavesana

Esistono molte varianti a carattere locale, ma generalmente è costituita da pali verticali che sostengono una impalcatura orizzontale o obliqua, alla quale vengono fissati i fili che sostengono i rami a frutto. Il sistema a pergola viene spesso usato in aree viticole di montagna. Rispetto ad altri sistemi di allevamento quello a pergola è caratterizzato da costi maggiori ma anche da una serie di pregi come per esempio una certa protezione dalle gelate tardive. In alcune zone l'utilizzo delle pergole è accoppiato alla pratica del terrazzamento delle zone vitate. Ad esempio nel Canavese le tòpie  (il termine piemontese con il quale si indica la pergola) sono tradizinalmente sostenute da colonne circolari in pietra, con un notevole impatto paesaggistico.

### Varianti
- Semplice

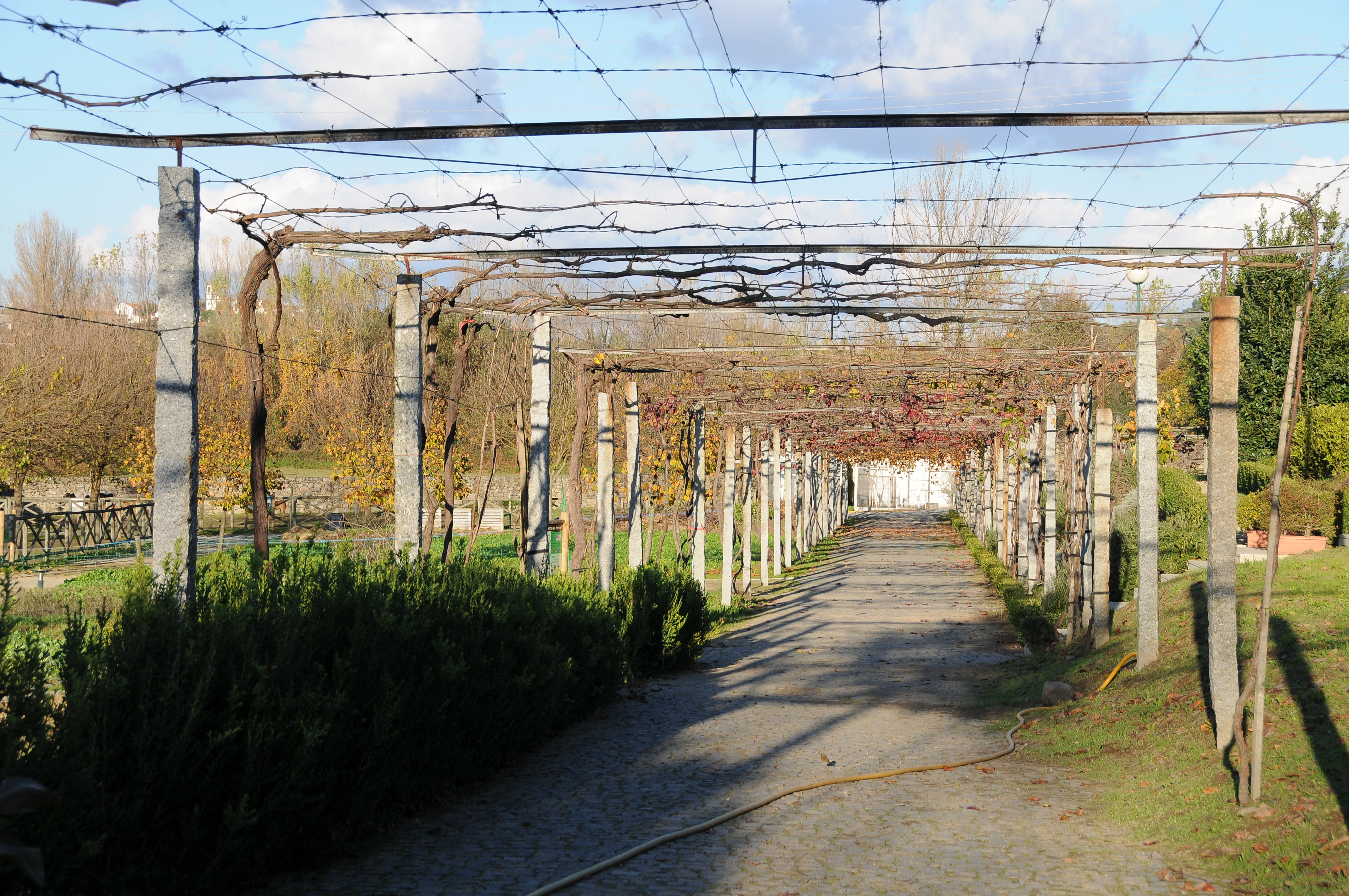
Vigneto allevato a pergola in una fattoria didattica a Braga (Portogallo)

- Doppia: con impalcatura orizzontale su entrambi i lati
- Beussi
- Trentina
- Veronese
- Romagnola